# Theatermuseum Meiningen

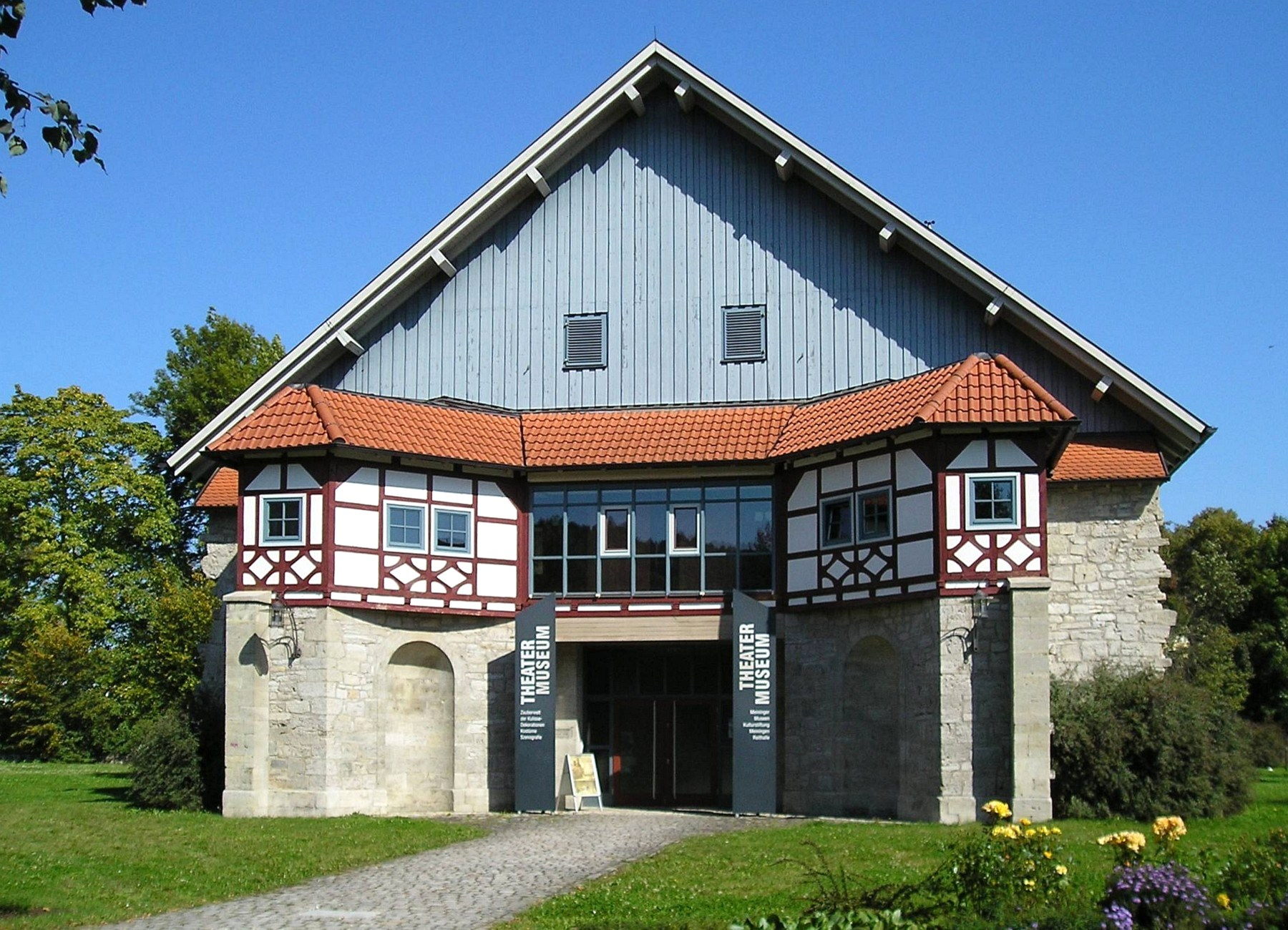
Theatermuseum Meiningen

Das Theatermuseum „Zauberwelt der Kulisse“ in der südthüringischen Kreisstadt Meiningen ist ein auf historische Bühnenbilder des Meininger Hoftheaters spezialisiertes Museum. Es ist unter dem Dach der Meininger Museen integriert und wird von der Kulturstiftung Meiningen-Eisenach geführt. Das Museumsgebäude diente einst als Herzogliche Reithalle.
Das Museum ist Station der Touristikstraße Europastraße Historische Theater (Deutschlandroute).

## Geschichte
Das erste Meininger Theatermuseum wurde anlässlich des 100. Geburtstages von Herzog Georg II. am 3. April 1926 vom bekannten Schauspieler und Intendanten Max Grube eingeweiht. Diese anfangs kleine Schau war im Großen Haus des Meininger Theaters untergebracht. Es wurden unter anderem Bühnenbildentwürfe, Rollenfotos, Theaterplakate und einige Requisiten insbesondere aus der Reiszeit der „Meininger“ gezeigt. Mangels ausreichendem Platz zog das Museum 1938 in das Schloss Elisabethenburg um. Während des Zweiten Weltkrieges eingelagert, öffnete das Museum 1946 wieder seine Pforten. Zwecks einer umfangreichen Umgestaltung wurde das Museum 1952 geschlossen und 1955 in der oberen Galerie des Schlosses wiedereröffnet, das hier vier Räume einnahm. 1981 kam der Riesensaal als Ausstellungsfläche für die Bühnendekorationen hinzu.
Nach dem Umbau der ehemaligen Reithalle des Herzoghauses Sachsen-Meiningen nahe dem Residenzschloss zog dort am 21. Mai 2000 das neue Theatermuseum ein und erhielt den Beinamen „Zauberwelt der Kulisse“. Im bis 2029 neu entstehenden Deutschen Theatermuseum Meiningen wird es einen eigenen Bereich bilden.

## Reithalle und Museum

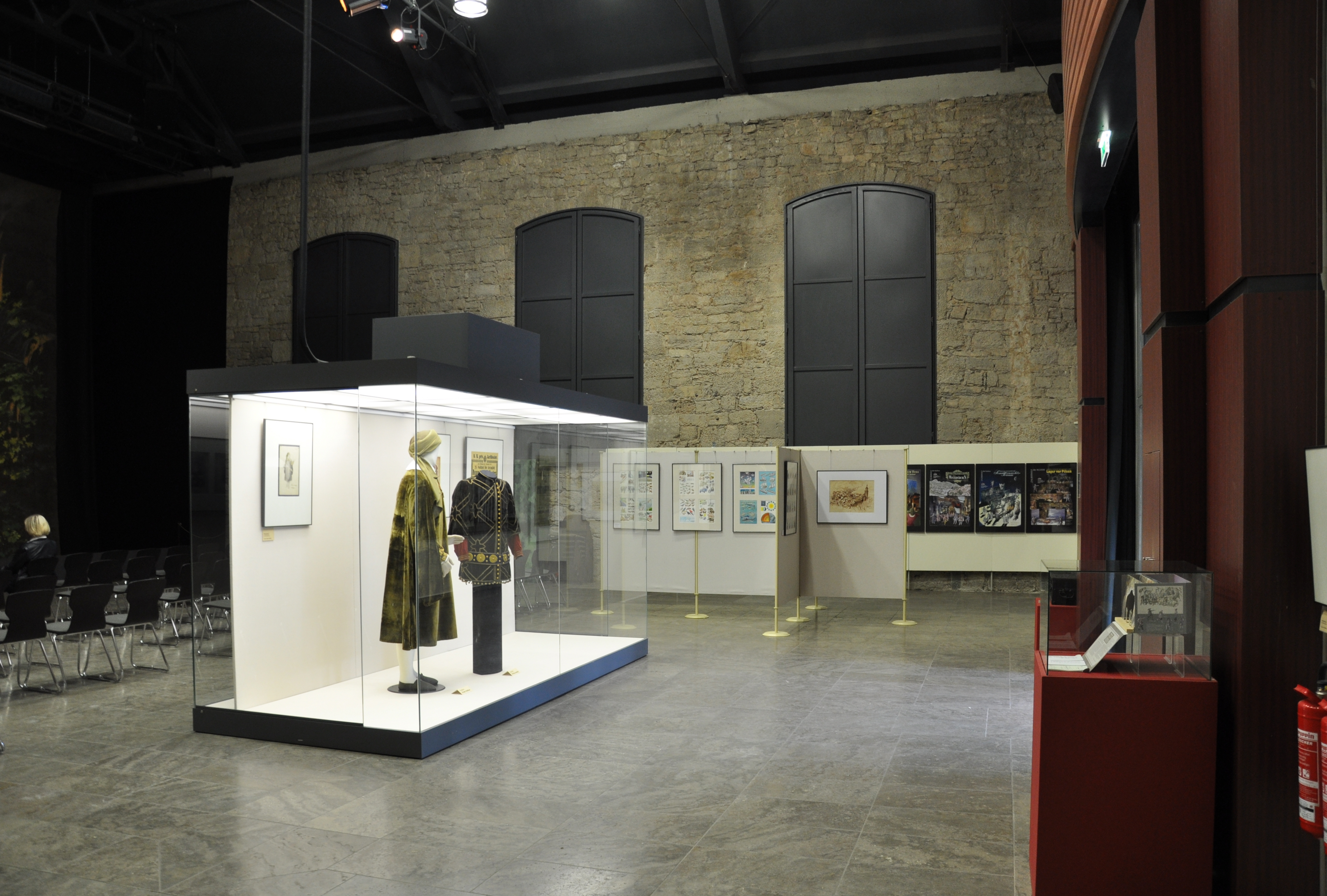
Innenansicht

Das Gebäude wurde 1797 als Teil eines Marstallkomplexes errichtet, aber nie nach den ursprünglichen Plänen des Architekten Heinrich Christoph Jussow vollendet, da ab 1854 ein neues Marstallprojekt südlich des Schlosses umgesetzt wurde. Die Reithalle wurde als solche bis in die 1970er Jahre genutzt und 1978 zu einer Sporthalle umgebaut. Die Reithalle erhielt damals ein flacheres Dach und ein bis heute bestehendes veränderte Fachwerk-Obergeschoss. 1990 etablierte sich hier kurzzeitig ein Supermarkt, später wurde sie als Ausstellungshalle genutzt. In den Jahren 1998/99 fand schließlich der Umbau nach den seit den 1970er Jahren existierenden Plänen zu einem Theatermuseum statt. Dabei erhielt die Halle wieder ihre historisch originale Dachform. Das Gebäude bietet für die Präsentation komplexer Bühnenbilder ausreichend Platz und steht heute unter Denkmalschutz.

## Ausstellung

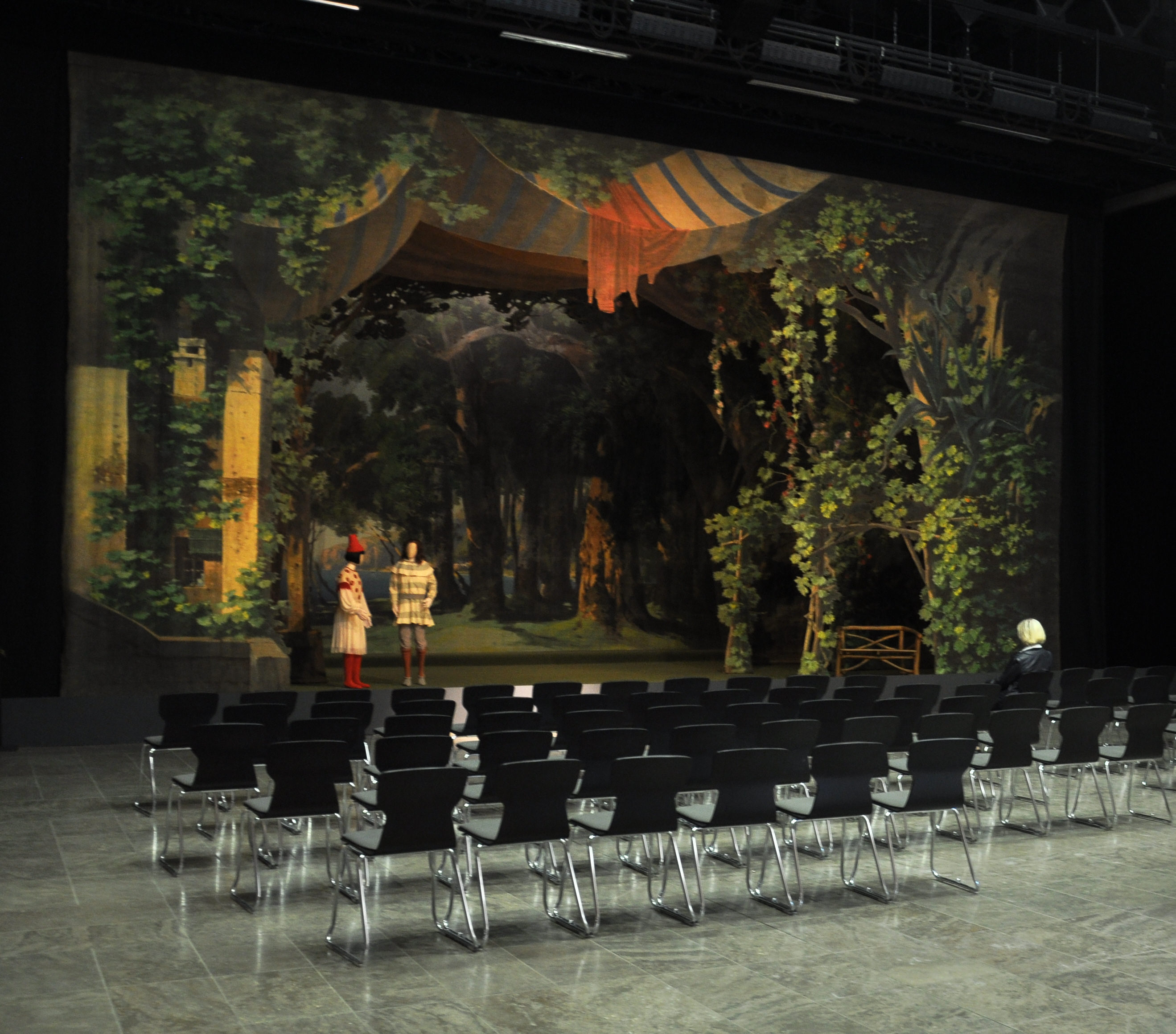
Bühnenbild zu Shakespeares Wintermärchen, ausgestellt 2012

Das Theatermuseum Meiningen beherbergt hauptsächlich 276 historische Bühnenbilder aus den Glanzzeiten des Meininger Hoftheaters bis 1914. Sie waren Bestandteil der nach den Meininger Prinzipien durchgeführten Theaterreform durch Herzog Georg II. und damit Teil der Erfolgsgeschichte der Meininger Theatertruppe. In alljährlich wechselnden Ausstellungen werden verschiedene gut erhaltene Bühnenbilder in weitestmöglich originaler Anordnung entsprechend der Bühne des Meininger Theaters vorgeführt. Unterstützt wird dies mit einer modernen Licht-, Audio- und Vorführtechnik. Sie erzeugen somit die fast gleiche perfekte, ausdrucksvolle und somit erlebbare Illusion, die im ausgehenden 19. Jahrhundert für großes Aufsehen in der Theaterwelt sorgten. Gefertigt wurden die Bühnenbilder nach Entwürfen von Georg II. von den berühmten Theaterwerkstätten Gotthold und Max Brückner in Coburg.
Bisher ausgestellte Bühnenbilder:
- „Lager vor Pilsen“ aus Wallensteins Lager von Friedrich Schiller, drei Ausstellungen: 2000 und 2009 sowie 2025 nach einer Überarbeitung.
- „Hohle Gasse“ aus Wilhelm Tell von Schiller.
- „Burghof“ aus Hamlet von William Shakespeare.
- „Zauberwald“ aus Ein Sommernachtstraum von William Shakespeare aus dem Jahr 1910, ausgestellt 2002 und 2010.
- „Festlicher Schlossplatz“ (Turnierszene) aus Käthchen von Heilbronn von Heinrich von Kleist, Inszenierung von 1876, ausgestellt 2011 und 2022.
- „Schäfergegend“ aus Das Wintermärchen (Shakespeare) von 1878, ausgestellt 2012.
- „Bühnenbildcollage Wagnerjahr“, Ausstellung 2013.
- „Gerichtsszene“ aus Das Wintermärchen von 1878, ausgestellt 2014.
- „Bankettsaal“ aus Die Piccolomini von Friedrich Schiller, ausgestellt 2015/16.
- „Schlacht bei Fehrbellin“ aus Kleists Prinz von Homburg, Bühnenbild von 1878, ausgestellt 2017/18.
- „Antike Säulenhalle“ aus Ein Sommernachtstraum von William Shakespeare aus dem Jahr 1910, ausgestellt 2019/20.
- „Parklandschaft bei Fotheringhay Castle“ aus Schillers Maria Stuart (III. Akt) von 1884, ausgestellt 2021 und 2023.
- "Gartenszene" aus Friedrich Schillers "Die Räuber" von 1878, ausgestellt 2024/25.

In einem zweiten Bereich des Theatermuseums werden Autographen, Requisiten, Kostüme, szenografische Entwürfe von Herzog Georg II., Rollenfotos berühmter Schauspieler des Meininger Hoftheaters sowie deutsche und ausländische Theaterplakate aus der Gastspielzeit der Meininger gezeigt.

## Benefiz-Veranstaltungen
Für den Erhalt und die Restaurierung der historisch wertvollen Bühnenbilder finden seit 2005 Benefiz-Veranstaltungen mit bekannten Künstlern statt. Bisher konnten dafür Klaus-Maria Brandauer, Armin Mueller-Stahl, Monica Bleibtreu, Iris Berben, Corinna Harfouch und Yadegar Asisi (2022) gewonnen werden. Auf dem zum Theatermuseum führenden Weg erinnert daran ein „Meininger Walk of Fame“ der Künstler.

Meininger Walk of Fame
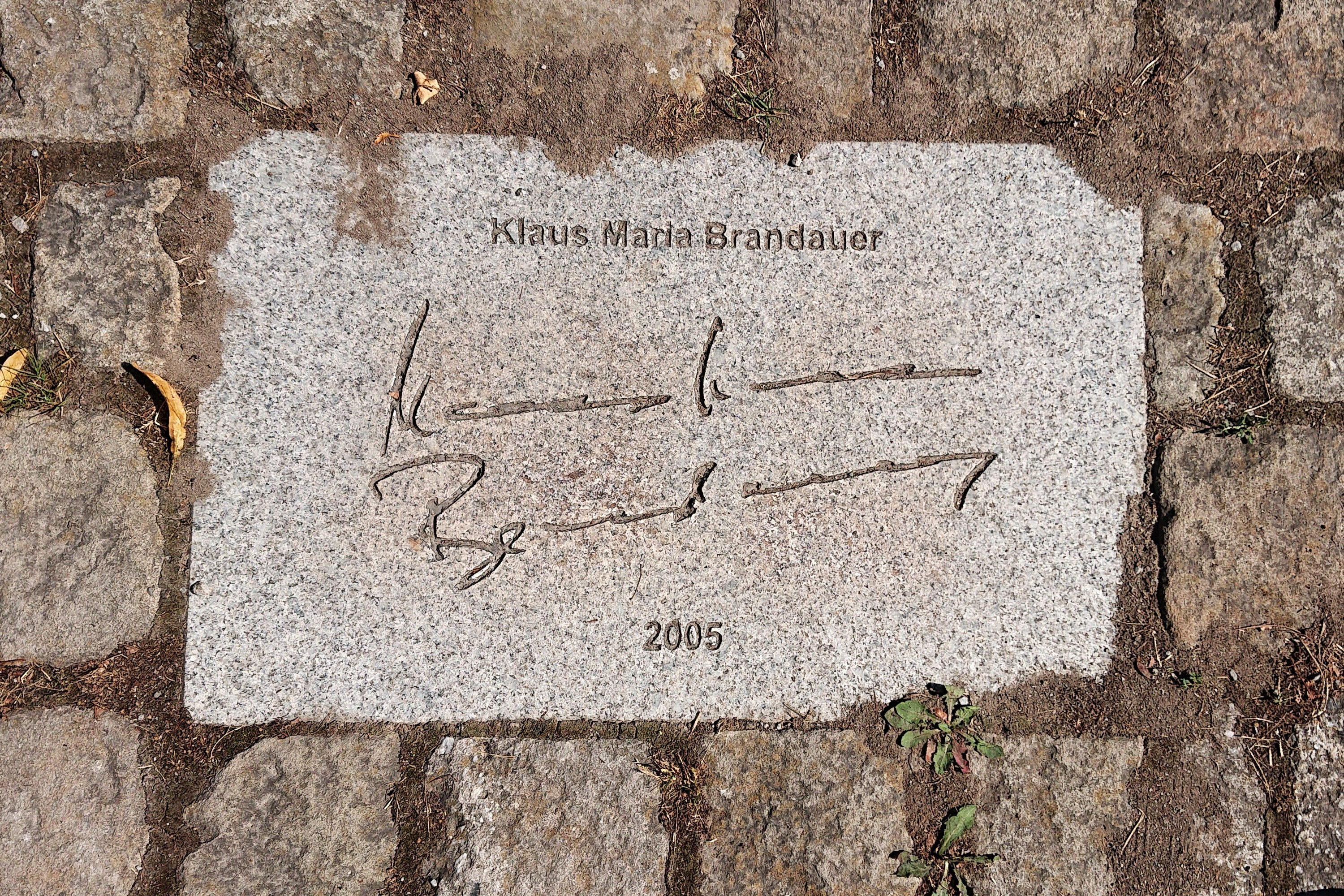
Klaus Maria Brandauer (2005)
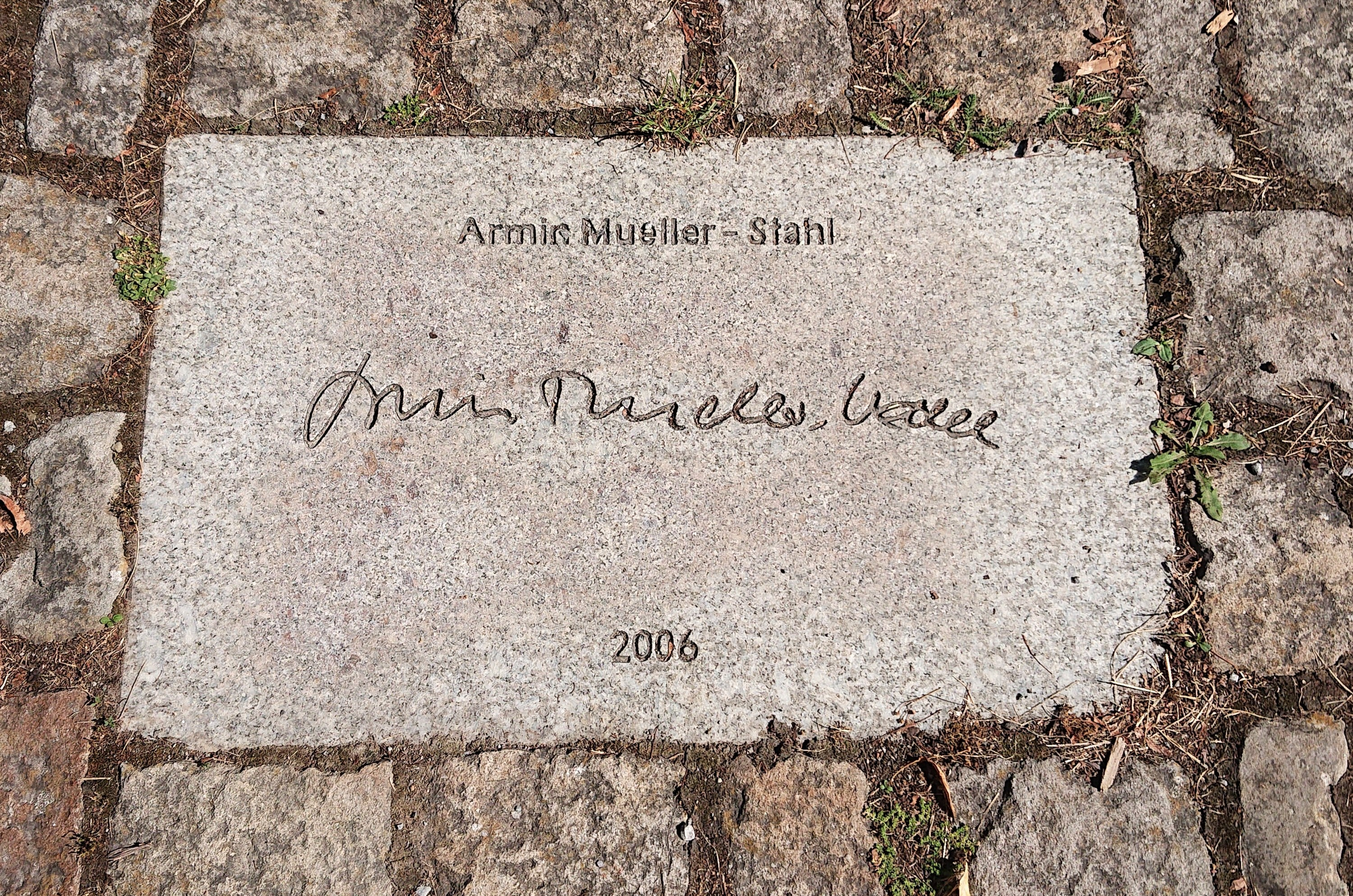
Armin Mueller-Stahl (2006)
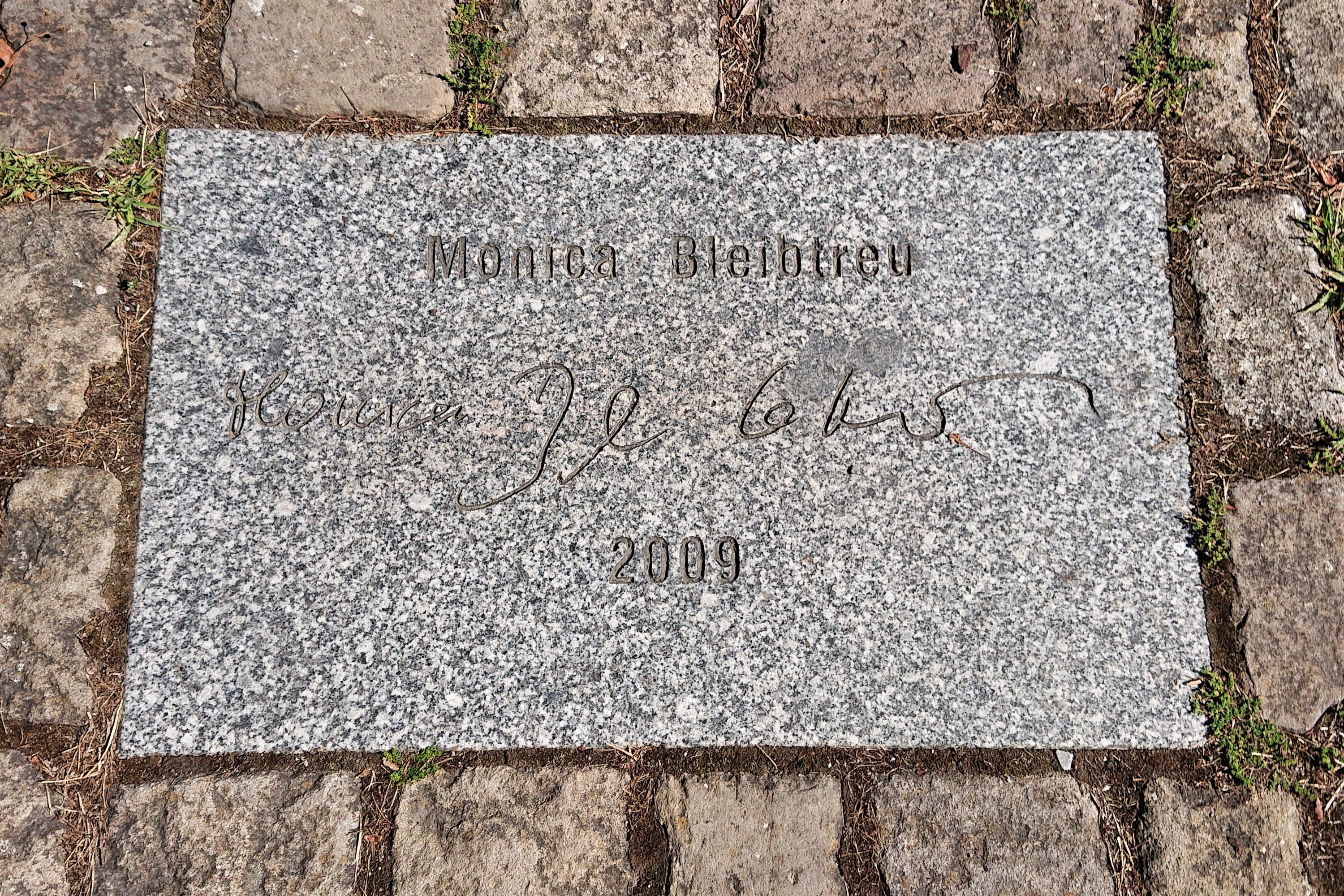
Monica Bleibtreu (2009)
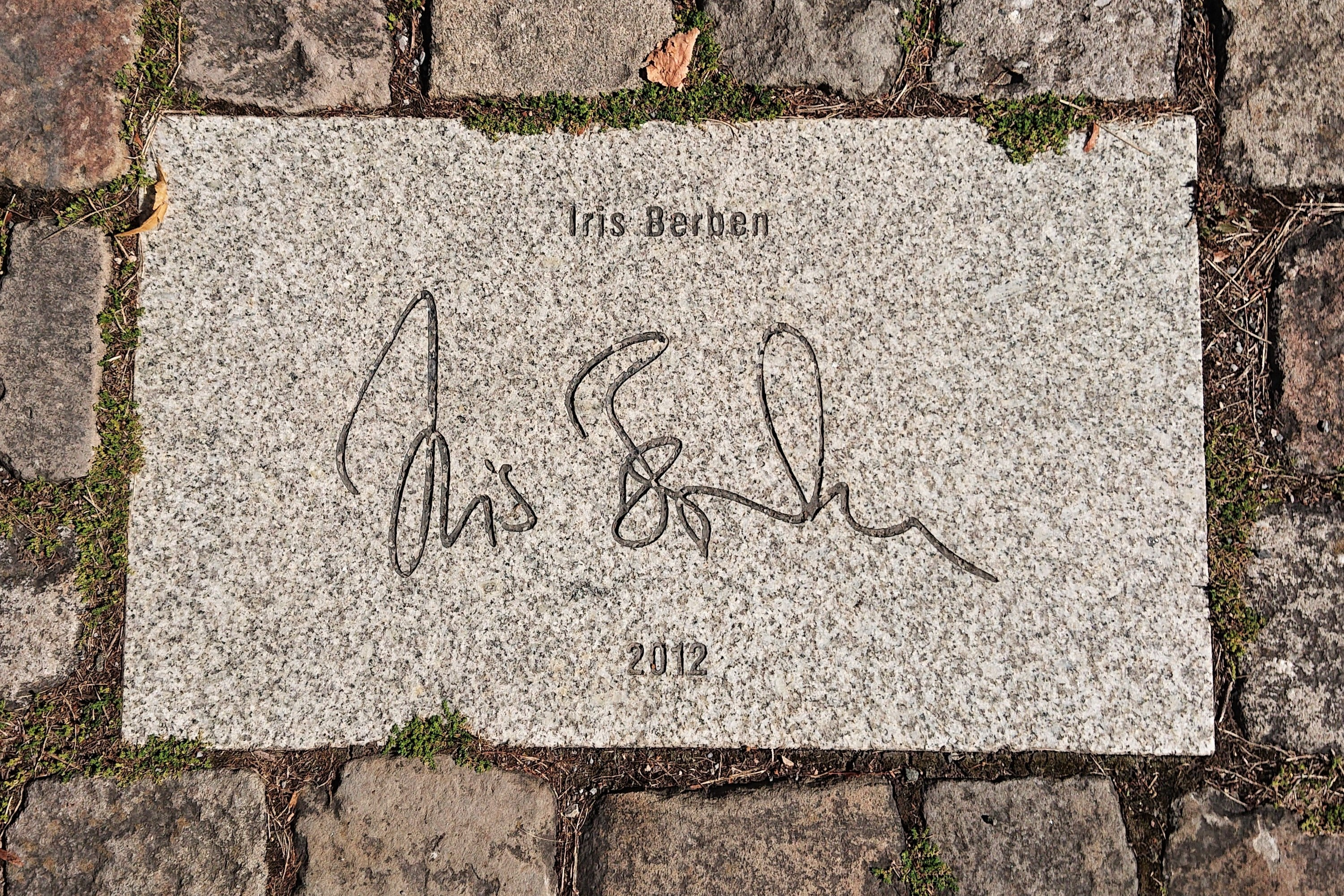
Iris Berben (2012)
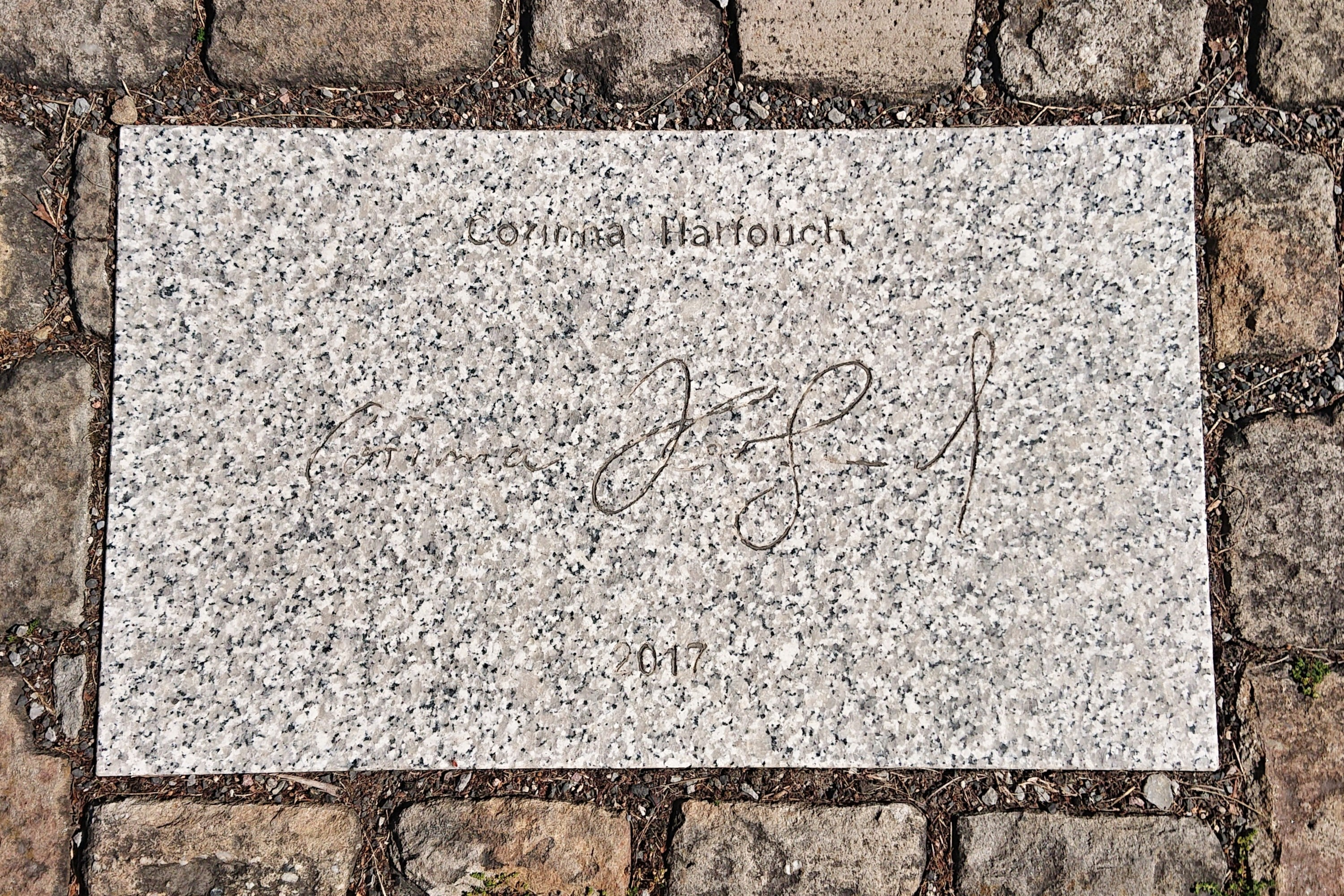
Corinna Harfouch (2017)
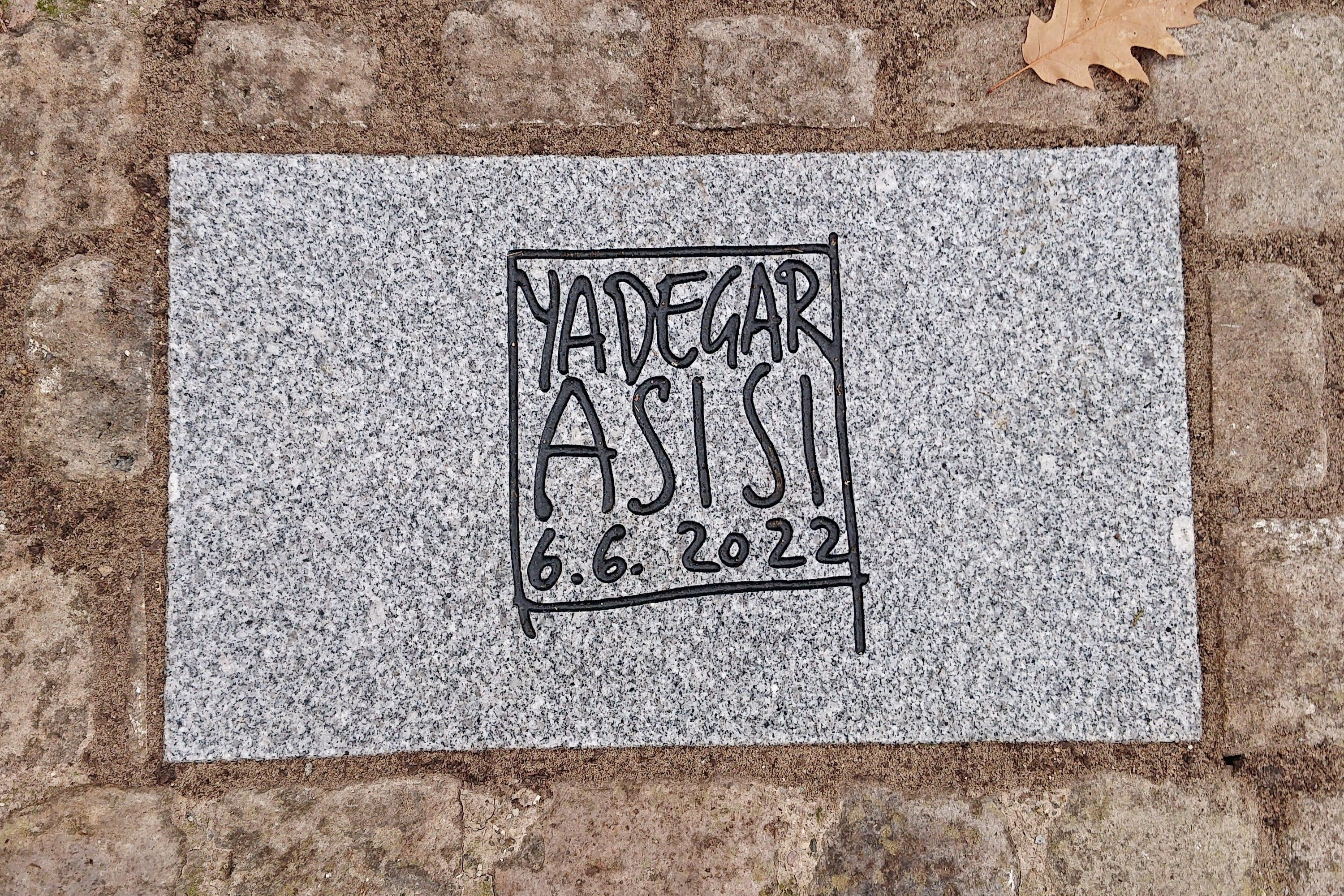
Yadegar Asisi (2022)